# Mali na Mistrzostwach Świata w Lekkoatletyce 2023
Mali na Mistrzostwach Świata w Lekkoatletyce 2023 – reprezentacja Mali podczas mistrzostw świata w Budapeszcie liczyła jednego zawodnika.

## Skład reprezentacji

### Mężczyźni
| Zawodnik        | Konkurencja                | Eliminacje   | Eliminacje | Półfinał | Półfinał | Finał | Finał   | Źródło |
| Zawodnik        | Konkurencja                | Wynik        | Pozycja    | Wynik    | Pozycja  | Wynik | Pozycja | Źródło |
| --------------- | -------------------------- | ------------ | ---------- | -------- | -------- | ----- | ------- | ------ |
| Richard Diawara | bieg na 110 m przez płotki | 13,68 (,671) | 29.        | NQ       | NQ       | NQ    | NQ      | [ 1 ]  |